# Вулька-Новодворська
Вулька-Новодворська (пол. Wólka Nowodworska) — село в Польщі, у гміні Курув Пулавського повіту Люблінського воєводства.
Населення — 117 осіб (2011).

## Демографія
Демографічна структура станом на 31 березня 2011 року:
|          | Загалом | Допрацездатний вік | Працездатний вік | Постпрацездатний вік |
| -------- | ------- | ------------------ | ---------------- | -------------------- |
| Чоловіки | 55      | 15                 | 35               | 5                    |
| Жінки    | 62      | 14                 | 30               | 18                   |
| Разом    | 117     | 29                 | 65               | 23                   |